# Санчес, Диего (футболист)
Диего Алехандро Санчес Гевара (исп. Diego Alexander Sánchez Guevara; род. 12 апреля 2005, Монтеррей) — мексиканский футболист, полузащитник клуба УАНЛ Тигрес.

## Клубная карьера
Санчес — воспитанник клуба УАНЛ Тигрес. В 2024 году в матче против «Масатлана» он дебютировал в мексиканской Примере.

## Международная карьера
В 2024 году в составе молодёжной сборной Мексики Санчес выиграл домашний молодёжный Кубок КОНКАКАФ. На турнире он сыграл в матчах против команд Гаити, Гватемалы, Коста-Рики, Кубы и США. В поединке против коста-риканцев Диего забил гол.

## Достижения
Международные
 Мексика (до 20)
- Победитель молодёжного чемпионата КОНКАКАФ — 2024